# Phtheochroa frigidana
Phtheochroa frigidana es una especie de polilla de la familia Tortricidae. La envergadura es de 18–24 mm. Se han registrado vuelos en adultos de abril a julio.

## Distribución
Se encuentra en España, Andorra, Francia, Italia, Albania y en Bosnia y Herzegovina.